# Святой Марк освобождает раба
«Святой Марк освобождает раба» (итал. San Marco libera uno schiavo), или «Чудо святого Марка» (итал. Il miracolo di San Marco) — картина венецианского художника Тинторетто, на которой изображён сюжет из цикла чудес святого апостола и евангелиста Марка. Полотно написано в 1548 году и представляет собой живопись маслом на холсте размером 415×541 см. В настоящее время хранится в Галереи Академии в Венеции.

## История
Картина была написана для капитула скуолы Гранде-ди-Сан-Марко в Венеции в апреле 1548 года и стала прорывной в карьере Тинторетто. Тогда же Пьетро Аретино одобрительно отзывается о ней в письме к художнику. В 1797 году полотно было вывезено французской армией в Париж и находилось в музее Наполеона до 1815 года, когда его вернули обратно в Венецию и передали Галерее Академии.
В 1815—1816 годах полотно, как и другая картина Тинторетто — «Похищение тела святого Марка», было доверено для реставрации Джузеппе Бальдассини и Антонио Флориану, которые работали под руководством Пьетро Эдвардса. Реставраторы, по сути, исказили произведения; они уменьшили размеры полотен и внесли в них небольшие изменения.

## Описание
На картине изображено одно из посмертных чудес святого Марка, о котором повествует Иаков Ворагинский в своей «Золотой легенде». Действие легенды разворачивается в Провансе. Святой Марк освобождает раба от пыток, на которые того обрёк хозяин потому, что раб почитал святого апостола и евангелиста. Хозяин изображён справа, сидящим на троне. Перед ним на земле лежит обнажённый раб, обвиняемый в неповиновении своему господину. Несмотря на запрет, тот отправился в паломничество в Венецию, чтобы почтить мощи святого Марка, поклявшегося оберегать своих почитателей. Чудесное явление святого, призванного рабом, приводит к тому, что, к удивлению хозяина, палачей и толпы, орудия пыток ломаются. В толпе присутствуют свидетели различных возрастов, сословий (простолюдины, военные, знать) и национальностей (на заднем плане различимы фигуры в восточных одеяниях), что говорит о значимости события для всех людей во всём мире.
В нижнем левом углу изображён заказчик работы.
Театральный характер изображения свидетельствует о знакомстве художника с венецианским театром и открывает новую традицию сюжетных полотен для венецианских скуол.
- Святой Марк
- Заказчик
- Раб
- Оружие

## Отзывы и критика
Александр Бенуа так отзывается о картине:
«Произведение молодого мастера охватывает какой-то лихорадочностью, почти «бесноватостью». Всё здесь иное, нежели до сих пор было в Венеции, да и где бы то ни было. Законы равновесия нарушены; массы гнутся, извиваются, нависают в головокружительном вихре. Картина в целом исполнена тревоги — не столько потому, что этого требовал сюжет, сколько потому, что «тревожным» было всё мировоззрение творца изумительного произведения. Рядом с «Чудом св. Марка» в галерее висит знаменитая «Assunta», но это соседство вредит гениальному шедевру Тициана, ибо перед лихорадочным видением младшего собрата его картина кажется «застывшей», омертвевшей, слишком телесной. Именно «тела» нет в Тинторетто, хотя он и хвастает своими знаниями анатомии, дерзкими ракурсами, прекрасной передачей золотистой поверхности кожи. Телесным было всё искусство венецианцев до Тинторетто, не отказалось от «тела» и насквозь одухотворённое творчество Джамбеллино и Джорджоне. У Тинторетто же взамен этого является нечто невесомое, призрачное, лёгкое как свет, как воздух.
<...> В «Чуде св. Марка» уже появляется та формула, которую должен был развить до предельного великолепия Веронезе и которую мы встречали у Мантеньи, позже — у Пальмы, Моретто и Тициана. Это — формула «колонной декорации» портика какого-то неопредленного назначения, с садом позади. Что держат на картине Тинторетто колонны слева — неизвестно, как к ним прилажена беседка с виноградом, в тени которой происходит самая сцена, — тоже остается невыясненным. Ещё мене можно понять, к чему относится терраса с балюстрадой на втором плане. Но чарами своего искусства, блеском красок, единственно ему принадлежащими яркостью и цветностью палитры мастер достигает того, что всё это «принимаешь на веру», и мало того — этот ирреальный ансамбль производит впечатление полной убедительности. И как это всё писано, как легко, просто и «чисто-живописно»! У Тициана, у Моретто, у Веронезе чувствуешь присутствие архитектора в творении живописца — всё равно, сами ли эти художники превращались в архитекторов, или за них разрабатывали архитектурную сторону картин приглашенные специалисты. У Тинторетто царит одна живопись в своей чистейшей сущности, и вследствие этого ничто не навязывается, ничто не холодит, не разбивает цельности впечатления, не заглушает звучности. В этом смысле Тинторетто является предшественником «импрессиониста» Веласкеса и «импрессиониста» Гварди.
Поразителен, например, по находчивости и тот фокус, к которому Тинторетто здесь прибегает впервые (этим же фокусом должны были воспользоваться Веронезе, многие фламандцы с Рубенсом во главе, Тьеполо и другие). Первый план Тинторетто «лепит» и доводит до большой выпуклости, заставляя по нему играть хитрому плетению лучей, теней и отражений; он выписывает почти каждый листочек и даже бесподобно изображает натюрморт на авансцене: разбитые вдребезги инструменты пытки. Но сейчас же за послдним рядом голов мастер сразу «ускоряет темп» техники, сразу меняет интенсивность колорита, и весь фон (ограду сада с воротами) он пишет с совершенной «развязностью», в каких-то нежно-белокурых, тающих, точно лишь навеянных красках. Благодаря этому контрасту, получается нечто в одно и то же время и почти до стереоскопичности выпуклое и нечто фантастичное, миражное — Тинторетто достигает и эффекта пространственности, который ему нужен для того, чтобы казаться убедительным, и остается в пределах какой-то волшебной фантастики.»